# Loan Châu
Loan Châu (chữ Hán giản thể: 滦州市, bính âm: Loan Châu thị) là một thành phố cấp huyện thuộc địa cấp thị Đường Sơn, tỉnh Hà Bắc, Cộng hòa Nhân dân Trung Hoa. Trước tháng 9/2018 nó là huyện Loan (滦县). Thành phố này có diện tích 999 ki-lô-mét vuông, dân số năm 2004 là 540.000 người. Mã số bưu chính của Loan Châu là
063700. Thành phố này được chia thành 4 nhai đạo và 10 trấn.
- Nhai đạo: Loan Hà, Cổ Thành, Loan Thành, Hưởng Đường.
- Trấn: Đông An Các Trang, Lôi Trang, Tỳ Du Đà, Trăn Tử, Dương Liễu Trang, Du Trá, Cổ Mã, Tiểu Mã Trang, Cửu Bách Hộ, Vương Điếm Tử.